# 院堡镇
院堡乡，是中华人民共和国河北省邯郸市魏县下辖的一个乡镇级行政单位。

## 行政区划
院堡乡下辖以下地区：
院中村、院西村、院东村、马丰头村、中三家东后村、中三家东前村、西薛村、连三家村、司三家村、陶三家村、况庄村、岳庄村、杨三家村、中三家中村、中三家西村、西来庄村、东来庄村和磨庄村。